# Antonio Maria Ordelaffi

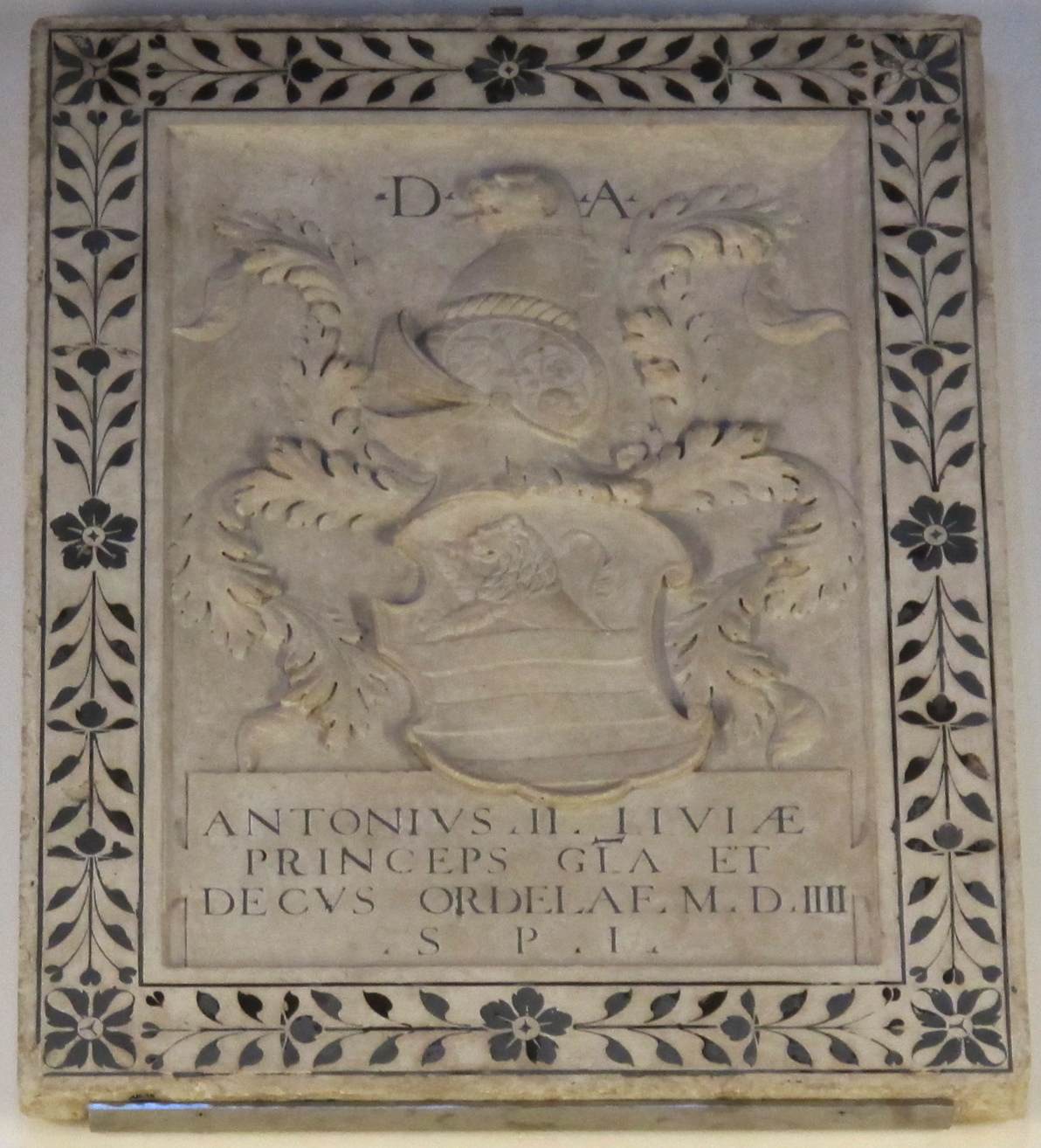
Lastra tombale di Antonio II Ordelaffi dal duomo di Forlì, Bode-Museum, Berlino

Antonio Maria Ordelaffi (3 maggio 1460 – Forlì, 6 febbraio 1504), fu signore di Forlì, della nobile famiglia degli Ordelaffi.

## Biografia
Figlio di Francesco IV Ordelaffi detto Cecco IV e di Elisabetta Manfredi, tenne la signoria a Forlì tra il 1503 e la morte.
Nel 1477 fu al servizio del re di Napoli. Nel 1480 venne richiamato in patria dai forlivesi, malcontenti della reggenza di Sinibaldo II Ordelaffi. Ma il papa Sisto IV reclamò per sé lo stato di Forlì, assegnandone il controllo a Girolamo Riario, suo nipote. Antonio Ordelaffi lasciò Forlì per il territorio della Repubblica di Firenze e Riario su proclamato signore l'8 agosto 1480. Antonio fu al soldo di Firenze, combattendo contro Venezia e il papa. Grazie all'appoggio dei Manfredi, a partire dal 1482 tentò più volte di riconquistare Forlì ma fu sempre respinto. L'occasione fu propizia il 14 aprile 1488, giorno in cui, con l'appoggio della famiglia Orsi, Riario venne assalito nel suo palazzo e assassinato. La vedova Caterina Sforza, cacciato il legato pontificio chiamato nel frattempo dai forlivesi, riprese lo stato, grazie all'appoggio del duca di Milano e dei Bentivoglio. Nel 1499 la signoria passò a Cesare Borgia, figlio illegittimo di papa Alessandro VI. Il 22 ottobre 1503 Antonio Maria Ordelaffi, con l'appoggio di Firenze, entrò in Forlì, venendo acclamato signore. Papa Giulio II, succeduto a papa Alessandro VI reinsediò la famiglia Ordelaffi.
Antonio Maria morì nel 1504, lasciando tutti i suoi beni e il potere al fratellastro Ludovico.
È forse rappresentato in un ritratto di giovane uomo di Baldassarre d'Este nel Museo Correr a Venezia.
Con la morte di Antonio Maria, il ramo principale della famiglia si estinse.

## Ascendenza
|                                           |                                           |                                       | Genitori                                         |  |  | Nonni |  |  | Bisnonni                                  |  |  | Trisnonni          |  |
|                                           |                                           |                                       |                                                  |  |  |       |  |  | Francesco III Ordelaffi, signore di Forlì |  |  | Giovanni Ordelaffi |  |
|                                           |                                           |                                       |                                                  |  |  |       |  |  | Francesco III Ordelaffi, signore di Forlì |  |  | Giovanni Ordelaffi |  |
|                                           |                                           | Taddea Malatesta                      |                                                  |  |  |       |  |  | Francesco III Ordelaffi, signore di Forlì |  |  |                    |  |
| Antonio Ordelaffi, signore di Forlì       |                                           |                                       |                                                  |  |  |       |  |  | Francesco III Ordelaffi, signore di Forlì |  |  |                    |  |
|                                           |                                           | …                                     | …                                                |  |  |       |  |  |                                           |  |  |                    |  |
|                                           |                                           | …                                     | …                                                |  |  |       |  |  |                                           |  |  |                    |  |
|                                           |                                           | …                                     | …                                                |  |  |       |  |  |                                           |  |  |                    |  |
| Francesco IV Ordelaffi, signore di Forlì  |                                           | …                                     |                                                  |  |  |       |  |  |                                           |  |  |                    |  |
|                                           |                                           | Gherardo Rangoni                      | Jacopino Rangoni                                 |  |  |       |  |  |                                           |  |  |                    |  |
|                                           |                                           | Gherardo Rangoni                      | Jacopino Rangoni                                 |  |  |       |  |  |                                           |  |  |                    |  |
|                                           |                                           | Gherardo Rangoni                      | Beatrice da Correggio                            |  |  |       |  |  |                                           |  |  |                    |  |
| Caterina Rangoni                          |                                           | Gherardo Rangoni                      |                                                  |  |  |       |  |  |                                           |  |  |                    |  |
|                                           |                                           | Beatrice Boiardo                      | Salvatico Boiardo, signore di Rubiera            |  |  |       |  |  |                                           |  |  |                    |  |
|                                           |                                           | Beatrice Boiardo                      | Salvatico Boiardo, signore di Rubiera            |  |  |       |  |  |                                           |  |  |                    |  |
|                                           |                                           | Beatrice Boiardo                      | …                                                |  |  |       |  |  |                                           |  |  |                    |  |
| Antonio Maria Ordelaffi, signore di Forlì |                                           | Beatrice Boiardo                      |                                                  |  |  |       |  |  |                                           |  |  |                    |  |
|                                           | Gian Galeazzo Manfredi, signore di Faenza | Astorre I Manfredi, signore di Faenza |                                                  |  |  |       |  |  |                                           |  |  |                    |  |
|                                           | Gian Galeazzo Manfredi, signore di Faenza | Astorre I Manfredi, signore di Faenza |                                                  |  |  |       |  |  |                                           |  |  |                    |  |
|                                           | Gian Galeazzo Manfredi, signore di Faenza | Leta da Polenta                       |                                                  |  |  |       |  |  |                                           |  |  |                    |  |
| Astorre II Manfredi, signore di Faenza    | Gian Galeazzo Manfredi, signore di Faenza |                                       |                                                  |  |  |       |  |  |                                           |  |  |                    |  |
|                                           |                                           | Gentile Malatesta                     | Galeotto I Malatesta, signore di Rimini e Cesena |  |  |       |  |  |                                           |  |  |                    |  |
|                                           |                                           | Gentile Malatesta                     | Galeotto I Malatesta, signore di Rimini e Cesena |  |  |       |  |  |                                           |  |  |                    |  |
|                                           |                                           | Gentile Malatesta                     | Gentile da Varano                                |  |  |       |  |  |                                           |  |  |                    |  |
| Elisabetta Manfredi                       |                                           | Gentile Malatesta                     |                                                  |  |  |       |  |  |                                           |  |  |                    |  |
|                                           |                                           | Lodovico da Barbiano, conte di Cunio  | Alberico da Barbiano, conte di Cunio             |  |  |       |  |  |                                           |  |  |                    |  |
|                                           |                                           | Lodovico da Barbiano, conte di Cunio  | Alberico da Barbiano, conte di Cunio             |  |  |       |  |  |                                           |  |  |                    |  |
|                                           |                                           | Lodovico da Barbiano, conte di Cunio  | Beatrice da Polenta                              |  |  |       |  |  |                                           |  |  |                    |  |
| Giovanna da Barbiano                      |                                           | Lodovico da Barbiano, conte di Cunio  |                                                  |  |  |       |  |  |                                           |  |  |                    |  |
|                                           |                                           | Fiorbellina Casati                    | Filippino Casati, patrizio milanese              |  |  |       |  |  |                                           |  |  |                    |  |
|                                           |                                           | Fiorbellina Casati                    | Filippino Casati, patrizio milanese              |  |  |       |  |  |                                           |  |  |                    |  |
|                                           |                                           | Fiorbellina Casati                    | Elisabetta Rusconi                               |  |  |       |  |  |                                           |  |  |                    |  |
|                                           |                                           | Fiorbellina Casati                    |                                                  |  |  |       |  |  |                                           |  |  |                    |  |